# Stefano Patrizi
Stefano Patrizi (Firenze, 13 ottobre 1950) è un attore e montatore italiano.

## Biografia
Le sue interpretazioni principali sono nel film di Luchino Visconti Gruppo di famiglia in un interno, dove ha interpretato il personaggio di Stefano, in Cassandra Crossing dove è l'attentatore, e soprattutto nel film Ritratto di borghesia in nero, dove è il protagonista maschile Mattia.
Come assistente al montaggio ha lavorato nel film di Luchino Visconti Ludwig (1972), nel film di Francesco Rosi Lucky Luciano (1973), e nel film di Paolo e Vittorio Taviani Allonsanfàn (1974).

## Filmografia parziale

### Cinema
- Partirono preti, tornarono... curati, regia di Bianco Manini (1973)
- Gruppo di famiglia in un interno, regia di Luchino Visconti (1974)
- Roma a mano armata, regia di Umberto Lenzi (1976)
- Liberi armati pericolosi, regia di Romolo Guerrieri (1976)
- Cassandra Crossing, regia di George Pan Cosmatos (1976)
- Roma, l'altra faccia della violenza, regia di Marino Girolami (1976)
- La segretaria privata di mio padre, regia di Mariano Laurenti (1976)
- Tre simpatiche carogne (René la canne), regia di Francis Girod (1977)
- Mogliamante, regia di Marco Vicario (1977)
- L'ultimo giorno d'amore (L'Homme pressé), regia di Édouard Molinaro (1977)
- Ritratto di borghesia in nero, regia di Tonino Cervi (1978)
- Racconto d'autunno, regia di Domenico Campana (1980)
- Il leone del deserto (Lion of the Desert), regia di Moustapha Akkad (1980)
- Habibi, amor mio, regia di Luis Gomez Valdivieso (1981)
- Murder Obsession (Follia omicida), regia di Riccardo Freda (1981)
- Quale amore, regia di Maurizio Sciarra (2006)
- Chi nasce tondo..., regia di Alessandro Valori (2008)

### Televisione
- Rosso veneziano, regia di Marco Leto – miniserie TV (1976)
- Un anno di scuola, regia di Franco Giraldi – miniserie TV (1977)

## Doppiatori italiani
- Cesare Barbetti in Liberi armati pericolosi, Ritratto di borghesia in nero
- Massimo Giuliani in Roma, l'altra faccia della violenza, La segretaria privata di mio padre
- Renato Cortesi in Gruppo di famiglia in un interno